# Blink (moteur de rendu)
Pour les articles homonymes, voir Blink.
Blink est une bibliothèque logicielle fournissant un moteur de rendu HTML libre développée par l'équipe responsable du projet Chromium au sein de Google, basée sur un fork de Webkit par Apple, lui-même basé sur un fork de KHTML par KDE. Elle fut annoncée le 3 avril 2013.
Étant dérivée de WebKit, elle conserve sa double licence libre, BSD et GNU LGPL.

## Utilisation
Les principaux navigateurs Web basés sur Blink sont :
- Google Chrome à partir de la version 28 - Un navigateur Web produit par Google.
- Chromium à partir de la version 28 - Le navigateur libre sur lequel est fondé Google Chrome.
- Brave.
- Microsoft Edge.
- Opera à partir de la version 15 - Le navigateur de Opera Software.
- Vivaldi - suite internet développée par Vivaldi Technologies (en)
- Yandex Browser Un navigateur produit par la société russe Yandex
- SmartBrowser et VirtualBrowser navigateurs multi-moteurs virtualisés produits par la société française Oodrive